# بیه‌لینا
بیه‌لینا یا بیلینا (به صربی: Бијељина) شهری‌است در شمال خاوری بوسنی و هرزگوین.

## جغرافیا
بیه‌لینا دومین شهر بزرگ جمهوری صرب‌های بوسنی و پنجمین شهر بزرگ بوسنی و هرزگوین می‌باشد.
بیه‌لینا در منطقهٔ سمبریا جای‌گرفته‌است.
جمعیت این شهر پیرامون ۱۲۰ تا ۱۳۰ هزار تن می‌باشد.
بیه‌لینا در ۲۰ کیلومتری مرزهای صربستان و ۴۰ کیلومتری کرواسی قرار دارد.
به دلیل پرباری میوه‌ها، تهیهٔ مواد خوراکی در این شهر رونق دارد.
این شهر در دورهٔ امپراتوری اتریش-مجار بیلینا یا بلینا خوانده می‌شد و نام کنونی آن به پس از سال ۱۹۱۸ بازمی‌گردد.

## تاریخچه
آثاری از زندگی انسان‌ها از حدود ۵هزار تا ۳هزار سال پیش و دورهٔ پیش از تاریخ در پیرامون ا ین شهر یافت شده‌است. از سابقهٔ وجود شهری پیرامون اینجا کهن‌ترین نوشته‌ها به ۱۴۴۶ برمی‌گردد.
رشد بیه‌لینا به دورهٔ تشکیل یوگسلاوی بازمی‌گردد. میان سال‌های ۱۹۹۱ تا ۱۹۹۲ بیه‌لینا مرکز جمهوری خودخواندهٔ صرب‌های بومی گردید که اکثریت قومی منطقه را شکل می‌دادند. همچنین به دلیل موقعیت استراتژیکش یکی از نخستین منطقه‌هایی بود که به جنگ کشیده شدند. در آغاز آوریل ۱۹۹۲ گروه‌های شبه نظامی صرب به رهبری ژلکو راژناتوویچ (معروف به آرکان) به شهر تاختند. در این رویداد پیرامون صد تن کشته شدند و گروه‌های قومی ناصرب نیز به بیرون شهر رانده شدند؛ این نخستین گام‌ها در راه پاکسازی قومی در منطقه بود. از آن پس این شهر بخشی از خاک جمهوری خودخواندهٔ صرب‌ها قرار گرفت. در سال‌های جنگ صرب‌های بسیاری از دیگر جاهای بوسنی و هرزگوین به این شهر پناه آوردند.

## ساختار جمعیتی
برپایی سرشماری سال ۱۹۹۱، ۵۲٫۲۴٪ جمعیت این شهر بوسنیایی، ۲۸٫۶۹٪ صرب، ۱٪ کروات و باقی‌مانده از دیگر گروه‌های قومی بودند.

## شهرهای خواهر
- کروشواتس، صربستان
- روسه، بلغارستان
- کومانوو، مقدونیه
- لانگنهاگن، آلمان